# Хоплостет помаранчевий
Хоплостет помаранчевий, хоплостет/великоголов атлантичний або глибоководний окунь (Hoplostethus atlanticus) — порівняно велика глибоководна риба родини трахіхтових (Trachichthyidae). Ця риба виловлюється для споживання в їжу, проте вона категоризується як уразлива до експлуатації Товариством з охорони морських середовищ.
Риба мешкає в холодній воді (від 3 до 9 °C), у батіальній зоні на глибині від 180 до 1800 м). Поширена в Атлантичному океані (на південь від острова Ньюфаундленд), від Ісландії до Марокко і від Намібії до ПАР), в Індійському і Тихому океанах (біля узбережжя Австралії і Нової Зеландії та біля Чилі.
Помаранчевий хоплостет відомий своєю великою тривалістю життя, зареєстрована максимальна тривалість життя (хоча і оспорюється) становить 149 років. Крім того, риба має велику цінність для комерційного глибоководного рибальства. Риба має яскраво-червоно-рожевий колір при житті, але блідне до жовтувато-оранжевого після смерті.
Подібно до інших трахіхтових, помаранчевий хоплостет дуже повільно росте і пізно досягає статевої зрілості, що приводить до дуже низької пружності популяції. Таким чином, популяції цих риб дуже страждають від виснаження рибних запасів, і тому багато популяцій (особливо ті району Нової Зеландії і Австралії, які почали експлуатувалася в кінці 1970-х) вже знищені, а недавно виявлені популяції швидко виснажуються. Проте, тільки США продовжує імпортувати до 8 620 т оранжевого хоплостета на рік. М'ясо міцне з м'яким ароматом, зазвичай продається без шкіри у вигляді філе, свіжим або мороженим.